# Úlfljótr
Úlfljótr est un islandais du Xe siècle. Il est connu pour avoir organisé la création de l'État libre islandais à la fin de la colonisation de l'Islande à la suite d'un voyage d'étude en Norvège.

## La fondation de l'État libre islandais
Peu avant l'an 930, les chefs islandais de thing de Kjalarnes ont décidé d'envoyer Úlfljótr en Norvège dans le but d'étudier la loi du Gulaþing et de l'adapter pour l'Islande dans le but de créer une assemblée générale, une Alþing. La loi qu'il composa prendra le nom de Úlfljótslög (« loi d'Úlfljótr »). Pendant ce temps, son beau-frère, Grímr Geitskór, parcourut l'Islande pour trouver le lieu où séjournerait cette nouvelle assemblée, et porta son choix sur Bláskógar, dans le sud-ouest de l'île, où un fermier coupable de meurtre venait d'être condamné à céder ses terres en tant que propriété publique. Bláskógar prit le nom de Þingvellir (« les Plaines du Parlement »).